# Sainte-Lheurine
Sainte-Lheurine est une commune du Sud-Ouest de la France, située dans le département de la Charente-Maritime (région Nouvelle-Aquitaine).
Ses habitants sont appelés les Sainte-Lheurinois et les Sainte-Lheurinoises.

## Géographie
La commune de Sainte-Lheurine se situe dans le sud du département de la Charente-Maritime, en région Nouvelle-Aquitaine, dans l'ancienne province de Saintonge. Appartenant au midi atlantique, au cœur de l'arc atlantique, elle peut être rattachée à deux grands ensembles géographiques, le Grand Ouest français et le Grand Sud-Ouest français.

### Communes limitrophes
| Jarnac-Champagne | Germignac        | Saint-Palais-du-Né (Charente) |
| Neuillac         | Sainte-Lheurine  | Archiac                       |
|                  | Réaux sur Trèfle | Arthenac                      |

### Hydrographie
Deux cours d'eau traversent la commune, le Noblat et le Villier.

## Urbanisme

### Typologie
Au 1er janvier 2024, Sainte-Lheurine est catégorisée commune rurale à habitat dispersé, selon la nouvelle grille communale de densité à 7 niveaux définie par l'Insee en 2022.
Elle est située hors unité urbaine et hors attraction des villes,.

### Occupation des sols
L'occupation des sols de la commune, telle qu'elle ressort de la base de données européenne d’occupation biophysique des sols Corine Land Cover (CLC), est marquée par l'importance des territoires agricoles (95,7 % en 2018), une proportion identique à celle de 1990 (95,7 %). La répartition détaillée en 2018 est la suivante : 
cultures permanentes (41,9 %), terres arables (40,4 %), zones agricoles hétérogènes (11,3 %), forêts (4,3 %), prairies (2,1 %). L'évolution de l’occupation des sols de la commune et de ses infrastructures peut être observée sur les différentes représentations cartographiques du territoire : la carte de Cassini (XVIIIe siècle), la carte d'état-major (1820-1866) et les cartes ou photos aériennes de l'IGN pour la période actuelle (1950 à aujourd'hui).

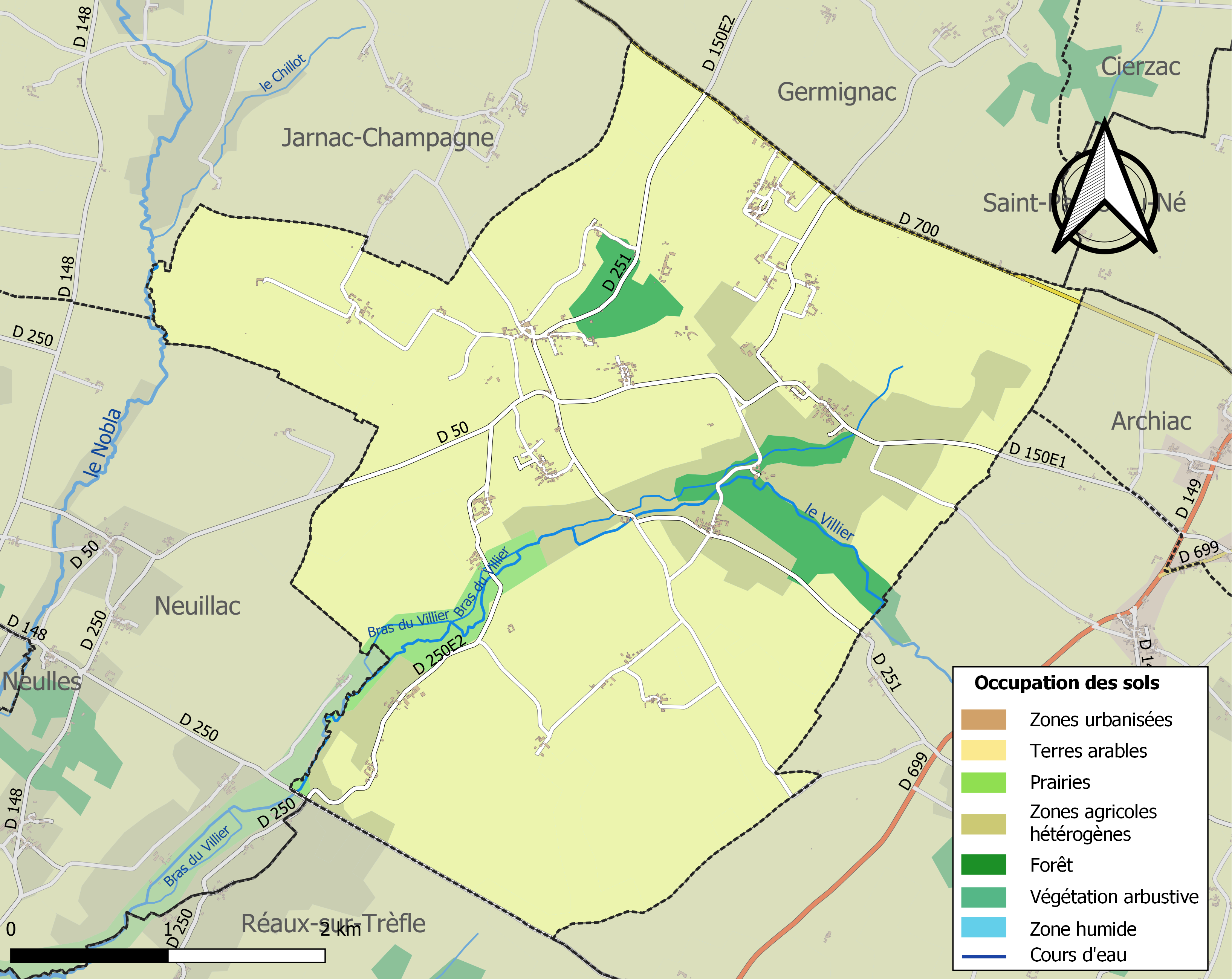
Carte des infrastructures et de l'occupation des sols de la commune en 2018 (CLC).

### Risques majeurs
Le territoire de la commune de Sainte-Lheurine est vulnérable à différents aléas naturels : météorologiques (tempête, orage, neige, grand froid, canicule ou sécheresse), inondations, mouvements de terrains et séisme (sismicité faible). Il est également exposé à un risque technologique, le transport de matières dangereuses. Un site publié par le BRGM permet d'évaluer simplement et rapidement les risques d'un bien localisé soit par son adresse soit par le numéro de sa parcelle.

#### Risques naturels
Certaines parties du territoire communal sont susceptibles d’être affectées par le risque d’inondation par débordement de cours d'eau, notamment le Nobla. La commune a été reconnue en état de catastrophe naturelle au titre des dommages causés par les inondations et coulées de boue survenues en 1982, 1999 et 2010,.

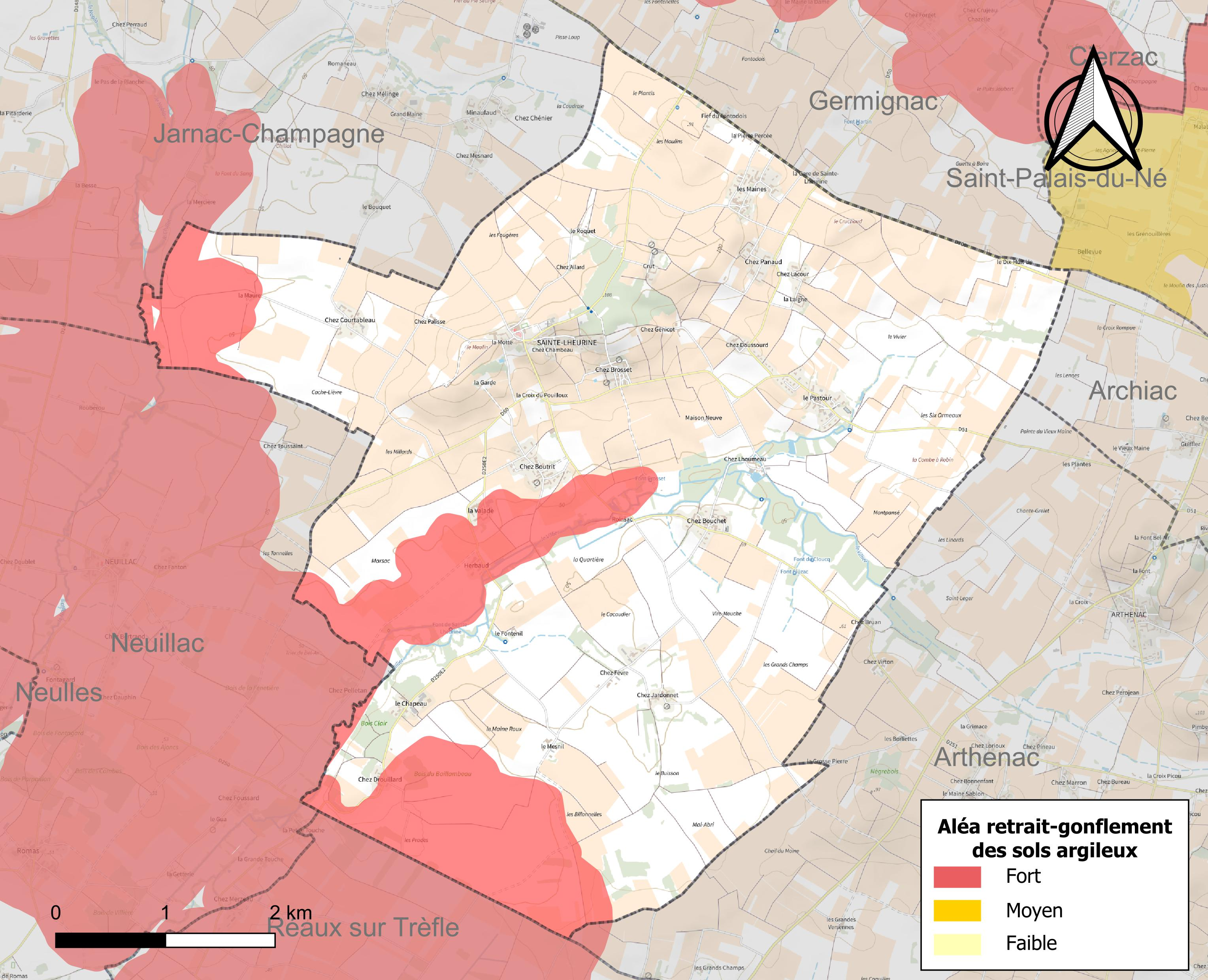
Carte des zones d'aléa retrait-gonflement des sols argileux de Sainte-Lheurine.

Les mouvements de terrains susceptibles de se produire sur la commune sont des tassements différentiels.
Le retrait-gonflement des sols argileux est susceptible d'engendrer des dommages importants aux bâtiments en cas d’alternance de périodes de sécheresse et de pluie. 15,4 % de la superficie communale est en aléa moyen ou fort (54,2 % au niveau départemental et 48,5 % au niveau national). Sur les 256 bâtiments dénombrés sur la commune en 2019, 13 sont en aléa moyen ou fort, soit 5 %, à comparer aux 57 % au niveau départemental et 54 % au niveau national. Une cartographie de l'exposition du territoire national au retrait gonflement des sols argileux est disponible sur le site du BRGM,.
Par ailleurs, afin de mieux appréhender le risque d’affaissement de terrain, l'inventaire national des cavités souterraines permet de localiser celles situées sur la commune.
Concernant les mouvements de terrains, la commune a été reconnue en état de catastrophe naturelle au titre des dommages causés par la sécheresse en 2005 et par des mouvements de terrain en 1999 et 2010.

#### Risques technologiques
Le risque de transport de matières dangereuses sur la commune est lié à sa traversée par une ou des infrastructures routières ou ferroviaires importantes ou la présence d'une canalisation de transport d'hydrocarbures. Un accident se produisant sur de telles infrastructures est susceptible d’avoir des effets graves sur les biens, les personnes ou l'environnement, selon la nature du matériau transporté. Des dispositions d’urbanisme peuvent être préconisées en conséquence.

## Toponymie
Le nom de la commune fait référence à Leverina, vierge et martyre de Grande-Bretagne au Ve siècle.
Pendant la Révolution française, elle prend le nom de Lheurine-la-Montagne, puis Lheurine en 1793, et enfin dans le Bulletin des Lois de 1801 Sainte-L'Heurine, puis Sainte-Lheurine.

## Histoire
Au lieu-dit le Cruchaud, une nécropole préhistorique qui a livré au XIXe siècle quelques objets a été sondée en 1998. Il pourrait s'agir d'un lieu d'inhumation de la civilisation de Peu-Richard ou des Matignons (entre 3 000 et 2 000 av. J.-C.). Des traces d'enclos et de vases de verre gallo-romains ont été découvertes aux Billionnelles et aux Maines. La Fontaine proche du hameau d'Herbeaud, qui avait la réputation d'être miraculeuse, a inspiré quelques lignes à Agrippa d'Aubigné, dans lesquelles l'écrivain se moque de ses prétendues vertus.
La seigneurie de Sainte-Lheurine qui relevait d'Archiac a appartenu aux Poussard et du Chilleau. La paroisse comptait plusieurs logis nobles à la Motte, la Laigne et à Cruc. Au cours de la Révolution, lors de la Terreur et de la réaction anti-catholique, Sainte-Lheurine a choisi le nom de Lheurine-la-Montagne. Le village comptait 1 084 habitants en 1826.
De nos jours, Sainte-Lheurine est l'une des communes les plus viticoles du canton de Jonzac.

## Administration

### Liste des maires

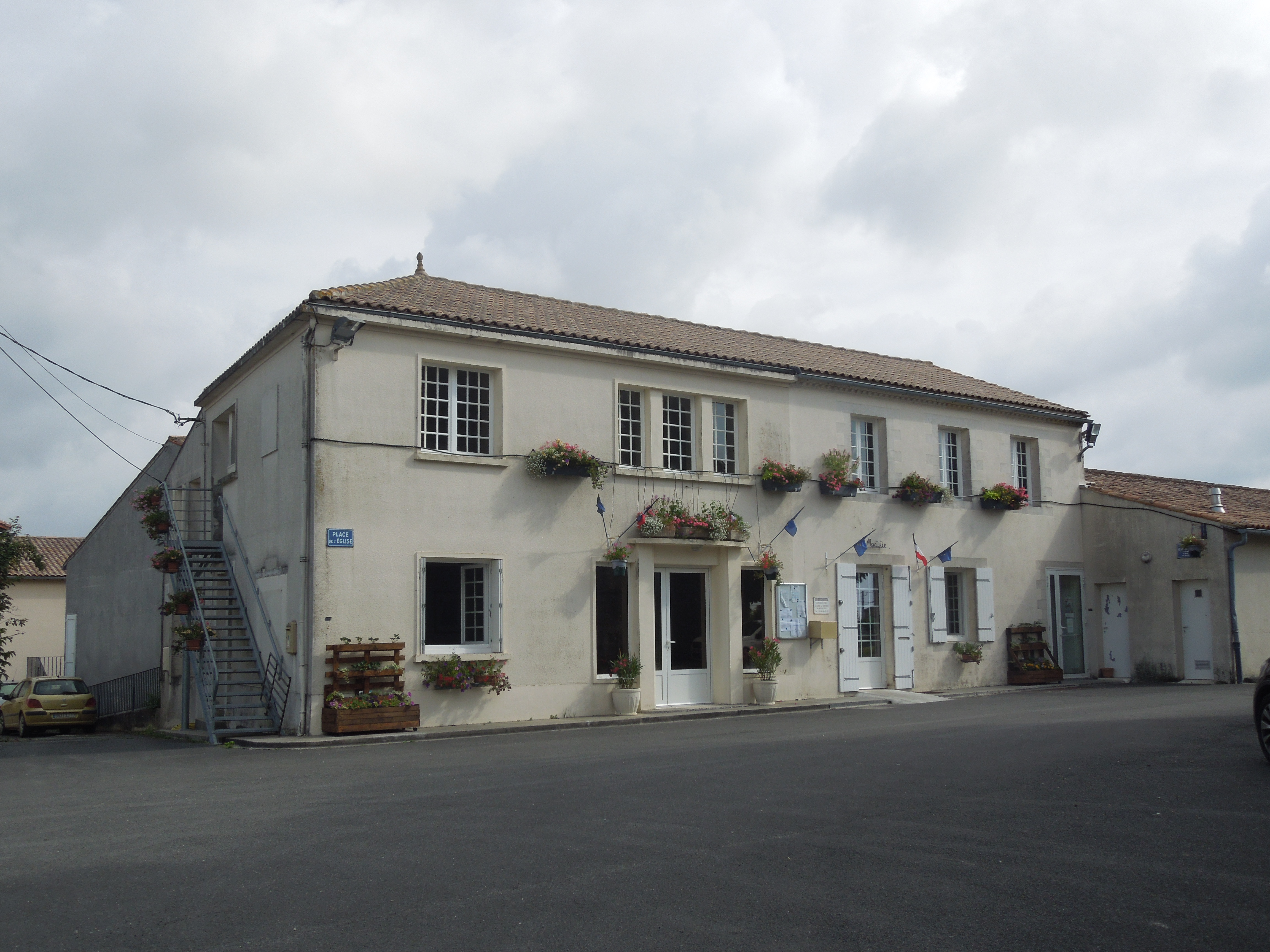
Mairie.

| Période                                  | Période  | Identité           | Étiquette | Qualité              |
| ---------------------------------------- | -------- | ------------------ | --------- | -------------------- |
| 1995                                     | en cours | Jean-Pierre Mariau | DVD       | Viticulteur retraité |
| Les données manquantes sont à compléter. |          |                    |           |                      |

### Région
À la suite de la mise en application de la réforme administrative de 2014 ramenant le nombre de régions de France métropolitaine de 22 à 13, la commune appartient depuis le 1er janvier 2016 à la région Nouvelle-Aquitaine, dont la capitale est Bordeaux. De 1972 au 31 décembre 2015, elle a appartenu à la région Poitou-Charentes, dont le chef-lieu était Poitiers.

## Population et société

### Démographie

#### Évolution démographique
L'évolution du nombre d'habitants est connue à travers les recensements de la population effectués dans la commune depuis 1793. Pour les communes de moins de 10 000 habitants, une enquête de recensement portant sur toute la population est réalisée tous les cinq ans, les populations de référence des années intermédiaires étant quant à elles estimées par interpolation ou extrapolation. Pour la commune, le premier recensement exhaustif entrant dans le cadre du nouveau dispositif a été réalisé en 2006.

En 2022, la commune comptait 527 habitants, en évolution de +1,54 % par rapport à 2016 (Charente-Maritime : +4,04 %, France hors Mayotte : +2,11 %).
| 1793 | 1800 | 1806 | 1821 | 1831 | 1836 | 1841 | 1846 | 1851 |
| ---- | ---- | ---- | ---- | ---- | ---- | ---- | ---- | ---- |
| 782  | 806  | 808  | 791  | 885  | 836  | 835  | 826  | 845  |

| 1856 | 1861 | 1866 | 1872 | 1876 | 1881 | 1886 | 1891 | 1896 |
| ---- | ---- | ---- | ---- | ---- | ---- | ---- | ---- | ---- |
| 867  | 877  | 865  | 843  | 819  | 710  | 645  | 592  | 551  |

| 1901 | 1906 | 1911 | 1921 | 1926 | 1931 | 1936 | 1946 | 1954 |
| ---- | ---- | ---- | ---- | ---- | ---- | ---- | ---- | ---- |
| 540  | 603  | 580  | 561  | 549  | 535  | 539  | 493  | 521  |

| 1962 | 1968 | 1975 | 1982 | 1990 | 1999 | 2006 | 2011 | 2016 |
| ---- | ---- | ---- | ---- | ---- | ---- | ---- | ---- | ---- |
| 569  | 549  | 510  | 473  | 476  | 455  | 460  | 515  | 519  |

| 2021 | 2022 | - | - | - | - | - | - | - |
| ---- | ---- | - | - | - | - | - | - | - |
| 519  | 527  | - | - | - | - | - | - | - |

## Économie

### Agriculture
La viticulture est une ressource économique importante. La commune est située en Petite Champagne, dans la zone d'appellation d'origine contrôlée du cognac.

## Lieux et monuments
- Tumulus du Cruchaud : tertre préhistorique daté du Néolithique.

### Église Sainte-Lheurine
- XIIe siècle, XVe siècle, XVIe siècle et XIXe siècle.
- Calcaire

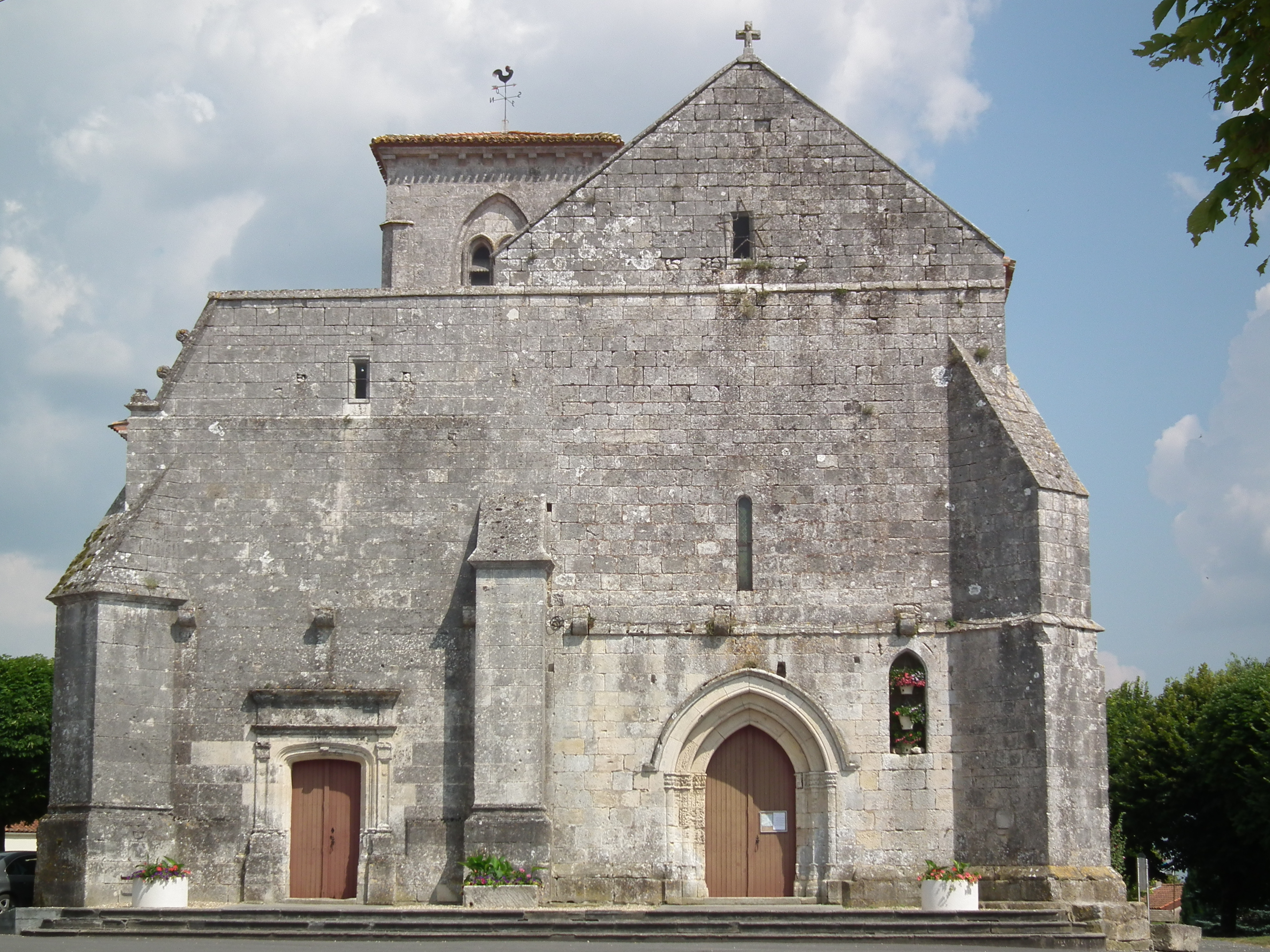
L'église Sainte-Lheurine.

L'église Sainte-Lheurine s'apparente à celle de Saint-Martin d'Arthenac : en effet, elle présente une façade asymétrique due à un agrandissement latéral de l'édifice caractéristique du XVe au début du XVIe siècle. Le monument, de dimensions imposantes, est situé sur une colline et domine la plaine alentour.
Seul le mur sud conserve des éléments romans, notamment des fenêtres étroites en plein cintre. Le clocher carré à niveau unique porte que chaque face à deux fenêtres jumelées, séparées par un pilastre à nervures. À l'intérieur, la nef est voûtée sur croisée d'ogives du XVe siècle tandis que le carré du clocher et le chevet ont été voûtés au XIXe siècle.
La nef et le carré sont séparés par un arc Renaissance. Une main, peut-être d'origine médiévale, est gravée sur le mur sud de la nef. La cloche date de 1753.

### Ancienne croix
- XIXe siècle
- Calcaire (l,4 m) - La Pierre-Percée

L'origine de nom de la Pierre-Percée est inconnu. Il inspira toutefois vers 1760 Simon Bouchet, Olivier Benoît, Pierre Biné et Jean Pelletan qui creusèrent une pierre bientôt surmontée d'une croix aujourd'hui disparue et qu'ils dressèrent au bord du chemin. La tradition locale veut que les jeunes gens qui passent par le trou se marient dans l'année.

### Moulin à vent d'Artus
- XIXe siècle
- Calcaire - La Motte

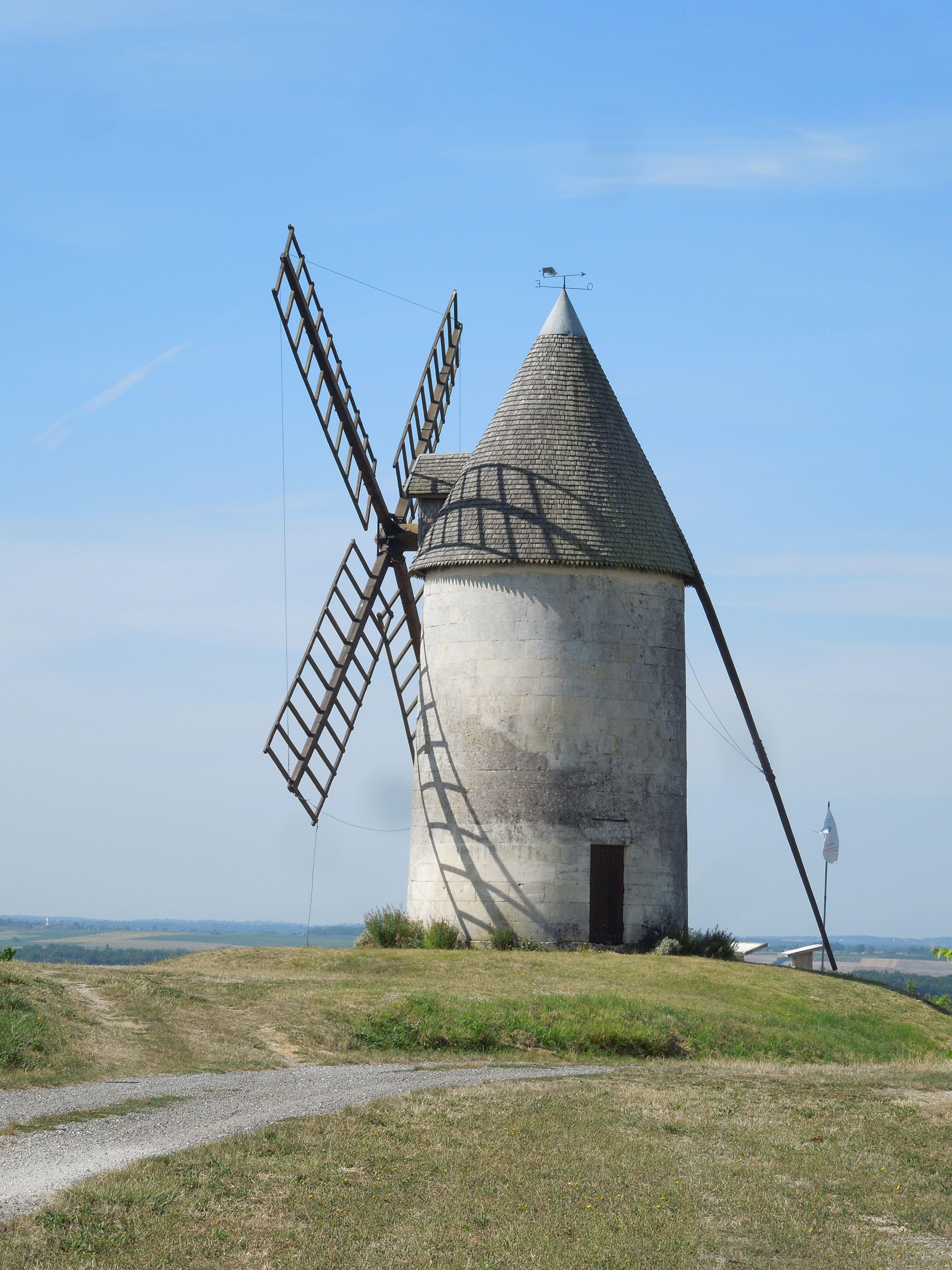
Moulin d'Arthus

L'ancien moulin à vent d'Arthus est en pierre de taille. C'est seulement au XIXe siècle que ce type de maçonnerie est apparu. Des moulins plus anciens et endommagés ont souvent été réparés en partie avec cette technique. L'escalier traditionnel en bois a également souvent été remplacé par un escalier en pierre accroché au mur. Ici, la construction de la "tonnelle" sur trois niveaux est d'un seul jet. Le point de vue sur le vignoble et la campagne environnante offert par le site a justifié l'installation de tables d'orientation au pied du moulin.
- Référence : archives départementales et "Le patrimoine des communes de Charente-Maritime", édition Flohic.

## Héraldique
| Blason | Blasonnement : D’azur à l’écusson d’argent chargé d’une croisette de sable, accompagné de trois étoiles de dix rais d’or. Commentaires : Le statut officiel du blason reste à déterminer. |